# 주한 유엔군 유격부대
주한 유엔군 유격부대(영어: United Nations Partisan Infantry Korea)는 한국 전쟁 기간 중 1952년 11월부터 활동한 유격전 전문 부대이다.
즉 1951년 2월 미 제8군이 동키 제1부대 창설을 시작으로 여러 유격 부대들이 해체, 통합 및 재편성을 하다가 1952년 11월 제8240부대를 주축으로 유격부대 명칭을 "United Nations Partisan Forces Korea  (UNPFK)"로 변경했고, 다시 1953년 9월 "United Nations Partisan Infantry Korea (UNPIK)"로 변경하였다.
1954년 2월까지 북한으로 침투하여 첩보 수집, 유격전, 사보타주, 조종사 및 포로 구출 임무 등을 수행하였다.

## 명칭
한국 전쟁 당시 "United Nations Partisan Forces Korea  (UNPFK)"의 한국어 명칭은 "국제연합유격군"이었지만 여기서는 군사편찬연구소가 발간한 한국전쟁의 유격전사에서 사용하는 "주한 유격군 유격부대"로 기재한다.

## 유격전 주요 연표[1]
- 1951. 1. 8 미 제8군, 서해 도서에 북한 출신 무장대 존재 입수
- 1951. 1. 15 미 제8군 작전참모부(G-3) 지구전과 설치
- 1951. 1. 30 결사유격 제11연대, 적후방 작전 출동
- 1951. 2. 4 창린도 초등학교에서 옹진학도의용대 결성
- 1951. 2. 15 미 제8군, 부산근교, 베이커(Baker) 기지 창설, 백령도, 윌리암 에이블(William Able) 기지 창설, 동키 제1부대 창설
- 1951. 3. 1 윌리암 에이블 기지를 레오파드(Leopard : 豹)부대로 명명, 그 예하 유격 부대는 동키(Donkey)부대로 명칭부여
- 1951. 3. 6 동키 제4부대 창설
- 1951. 3 .15 베이커 기지, 버지니아 1 공중침투작전, 동키 제2부대(구월부대) 창설
- 1951. 3. 25 동키 제10부대 창설
- 1951. 3. 26 동키 제14부대 창설
- 1951. 3. 27 육군 을지 제2병단 창설
- 1951. 4. 1 동키 제11부대 창설
- 1951. 4. 5 주문진, 커크랜드기지 창설
- 1951. 5. 5 미 제8군 통제하에 있던 제8086부대의 기타업무단이 지구전과 흡수
- 1951. 6. 18 베이커 기지, 스핏파이어 작전
- 1951. 7. 10 휴전협상, 개성에서 시작
- 1951. 7. 26 미 극동군사령부 연락파견대(FEC/LD), 제8240부대 창설
- 1951. 7. 30 동키 제2부대 173명 조난, 171명 익사, 2명 생존 654 유격전사
- 1951. 8 강화도, 울팩(Wolf Pack)기지사령부 설치, 옹진반도의 동부를 담당
- 1951. 11. 28 미 극동군사령부로 명령으로 연합정찰사령부(CCRAK) 설치
- 1951. 11. 30 중공군, 동키제15부대의 주둔지 대화도 점령
- 1951. 12. 10 주한 극동군사령부 연락파견대와 기타업무단이 통합, 유격대의 작전통제권이 극동군 사령부로 G-2로 이관
- 1952. 3. 17 울팩 제3부대 창설
- 1952. 5. 21 백마부대, 대화도 진주
- 1952. 9. 27 유격군 확대 명령
- 1952. 9. 28 연합정찰사령부, 제8242부대로 변경
- 1952. 10. 1 유격대 증강 계획 착수
- 1952. 10. 5 주한 연합정찰사령부는 제8242부대로 개칭되고, 극동군사령부 주한연락처의 작전통제권 인수
- 1952. 11. 11 주한 연락처의 유격부대, 주한 유엔군 유격부대(United Nations Partisan Forces Korea)로 명명
- 1952. 12. 5 영도유격부대 해체
- 1952. 12. 10 제3유격보병연대 창설
- 1953. 4. 1 제5유격보병연대 창설
- 1953. 4. 6 제6유격보병연대 창설
- 1953. 6. 12 38도선 북방도서의 유격대 철수
- 1953. 7. 27 정전협정 체결
- 1953. 8. 12 국방부 제8250부대로 재편
- 1953. 8. 16 미 극동군사령부와 한국정부 유격대 신분에 관한 협약(손원일－Stuart협약) 체결
- 1953. 9  주한 유엔군 유격부대의 영문명칭이 "United Nations Partisan Infantry Korea"로 개명
- 1953. 10. 13 용유도에서 동키 제15부대(백마부대) 충혼탑 건립
- 1954. 1. 8 국방부 제8250부대, 육군 제8250부대로 예속
- 1954. 2. 22 유격대원을 육군 제8250부대로 편입

## 조직

### 유격전
- 제8213부대 제8군 레인저 중대;  1951년 1월 15일 ~ 4월
- 제8245부대 제10군단 레인저 중대; 1951년 1월 15일 ~ 4월
- 제1공수유격보병연대 (옛 "머스탱 레이더"), 서울; 1952년 5월 12일 ~ 1954년 4월 30일
- 제1유격보병연대 (옛 "레오파드", 1952년 11월 11일), 월내도
- 제2유격보병연대 (옛 "울프팩", 1952년 11월 11일), 강화도
- 제3유격보병연대 (옛 "TF 커크랜드", "TF 스캐논"), 1951년 2월 ~ 1954년 4월 30일
  - 스톰(Storm)(중대/대대), 속초, 1952년 3월 ~ 1954년 4월 30일
  - 커크랜드(Krikland)(중대/대대)
  - 토치라이트(Torchlight)(중대/대대), 속초; 1952년 3월 ~ 1954년 4월 30일
  - 아벤리(avanlee)(중대/대대), 주문진, 1952년 3월 ~ 1954년 4월 30일
- 제5유격보병연대 (옛 "울프팩 West", 1953년 4월 1일), 용평도
- 제6유격보병연대 (옛 "레오파드 North"), 용유도/초도(1953년 이후)
- 울프팩 (약 1만)
  - "WP-1" (옛 국군 제1사단 "제5816부대") - 강화도; 1951년 7월 ~ 1954년 4월 30일
  - "WP-2" - 교동도; 1952년 8월 10일
  - "WP-3" - 강화도
  - "WP-4" - 황해남도 해주시 (옛 D-8)
  - "WP-5" - 대수압도 (옛 D-12), 1952년 2월 10일 ~
  - "WP-6" - 연평도; 1951년 12월
  - "WP-7" - 용매도
  - "WP-8" - 주문진
- 레오파드 (=동키, 옛 "TF 윌리엄 에이블")
  - "D-1" - 기린도
  - "D-3" - 초도
  - "D-4" - 월내도
  - "D-5" - 백령도 (옛 "TF 페리")
  - "D-6" - 초도
  - "D-7" - 초도
  - "D-9" - 초도
  - "D-10" - 초도
  - "D-11" - 순위도
  - "D-13" - 순위도
  - "D-15" - 신미도
  - "D-20" - 초도

### 첩보전
- 스푸키 핀
- KLO 첩보부대 (Korea Liaison Office)
- 제8177부대/제1, 9군단 전술 연락국(TLO/TILO)(Tactical Intelligence)
  - 제414CIC분견대
- 제8227부대/제10군단 특무중대

### 공군
- 제8112부대 육군추락구조대(ACAR); 1953년 9월 24일 ~ 1954년 12월 20일
- 제8242부대 연합사령부 정찰처 (CCRAK); 1952년 10월 6일 ~ 1954년 5월
  - 제6167공군기지단(6167th ABG) - K-16/서울공항
  - 공수 특별 임무단 (AVIARY, 서울공항)
  - 제308방첩대대

## 같이 보기
- KLO (첩보부대)
- 제8240부대
- 주한 합동 고문단
- 영도유격대
- 파르티잔
- 메릴 뉴먼 - 미국 육군 비정규전 고문관

## 참고 자료
- 한국전쟁의 유격전사 - 군사편찬연구소 보관됨 2019-09-05 - 웨이백 머신
- 6.25전쟁 시 유격대의 지원 활동 - 국가보훈처
- 8240부대 - 국가기록원
- Richard L. Kipler (2003년 7월). 《"Unconventional Warfare in Korea: Forgotten aspect of the 'Forgotten War'" Special Warfare (John F. Kennedy Special Warfare Center and School)》 (영어) 16판. 26–37쪽. 2008년 7월 7일에 확인함.
- Ed Evanhoe (2009년 3월 17일). “UNITED NATIONS PARTISAN INFANTRY KOREA, 8240TH AU” (영어). 미국 국립 한국 전쟁 기념관. 2013년 6월 1일에 원본 문서에서 보존된 문서. 2013년 6월 9일에 확인함.
- 조이현. “한국전쟁기 8240부대편성표와 8240부대원명단” (PDF). 유해발굴감식단. 2015년 10월 20일에 확인함.